# Division de Prayagraj
La Division de Prayagraj est une  division administrative de l'État indien de l'Uttar Pradesh.

## Districts
Elle est constituée de 4 districts :
- Prayagraj
- Kaushambi
- Fatehpur
- Pratapgarh